# Can-Am
Can-Am (s polnim imenom Canadian-American Challenge Cup), je bila dirkalna serija športnih dirkalnikov pod okriljem SCCA (Klub športnih dirkalnikov Amerike) in CASC (Klub avtomobilskih športov Kanade) med letoma 1966 in 1974 ter 1977 in 1986. V prvenstvu so sodelovali številni uveljavljeni dirkači tistega časa, tudi Denny Hulme, Bruce McLaren, Phil Hill, Mark Donohue, Jim Hall, Chris Amon, Dan Gurney, Peter Revson, Masten Gregory, John Surtees,Mario Andretti, Jack Brabham, Pedro Rodríguez, Vic Elford in Jackie Stewart, Patrick Tambay, Alan Jones, Jacky Ickx.

## Prvaki
| Leto | Dirkač             | Moštvo                     | Dirkalnik                               |
| ---- | ------------------ | -------------------------- | --------------------------------------- |
| 1966 | John Surtees       | Team Surtees               | Lola T70-Chevrolet                      |
| 1967 | Bruce McLaren      | Bruce McLaren Motor Racing | McLaren M6A-Chevrolet                   |
| 1968 | Denny Hulme        | Bruce McLaren Motor Racing | McLaren M8A-Chevrolet                   |
| 1969 | Bruce McLaren      | Bruce McLaren Motor Racing | McLaren M8B-Chevrolet                   |
| 1970 | Denny Hulme        | Bruce McLaren Motor Racing | McLaren M8D-Chevrolet                   |
| 1971 | Peter Revson       | Bruce McLaren Motor Racing | McLaren M8F-Chevrolet                   |
| 1972 | George Follmer     | Penske Racing              | Porsche 917/10                          |
| 1973 | Mark Donohue       | Penske Racing              | Porsche 917/30KL                        |
| 1974 | Jackie Oliver      | Shadow Racing Cars         | Shadow DN4A-Chevrolet                   |
| 1977 | Patrick Tambay     | Haas-Hall Racing           | Lola T333CS-Chevrolet                   |
| 1978 | Alan Jones         | Haas-Hall Racing           | Lola T333CS-Chevrolet                   |
| 1979 | Jacky Ickx         | Carl Haas Racing           | Lola T333CS-Chevrolet                   |
| 1980 | Patrick Tambay     | Carl Haas Racing           | Lola T530-Chevrolet                     |
| 1981 | Geoff Brabham      | Team VDS                   | Lola T530-Chevrolet / VDS 001-Chevrolet |
| 1982 | Al Unser Jr.       | Galles Racing              | Frissbee GR3-Chevrolet                  |
| 1983 | Jacques Villeneuve | Canadian Tire              | Frissbee GR3-Chevrolet                  |
| 1984 | Michael Roe        | Don Walker                 | VDS 002-Chevrolet / VDS 004-Chevrolet   |
| 1985 | Rick Miaskiewicz   | Mosquito Autosport         | Frissbee GR3-Chevrolet                  |
| 1986 | Horst Kroll        | Kroll Racing               | Frissbee KR3-Chevrolet                  |